# Spetsamåla
Spetsamåla este o arie protejată (arie specială de conservare — SAC, sit de importanță comunitară — SCI) din Suedia întinsă pe o suprafață de 6 ha, integral pe uscat.

## Localizare
Centrul sitului Spetsamåla este situat la coordonatele 56°27′19″N 15°31′22″E / 56.4553°N 15.5228°E.

## Înființare
Situl Spetsamåla a fost declarat sit de importanță comunitară în aprilie 2004 pentru a proteja un număr necunoscut de specii din flora spontană și fauna sălbatică aflate în arealul zonei. Situl a fost protejat și ca arie specială de conservare în martie 2011.

## Biodiversitate
Situată în ecoregiunea boreală, aria protejată conține 3 habitate naturale: Pajiști cu Molinia pe soluri calcaroase, turboase sau argilos-nămoloase (Molinion caeruleae), Formațiuni ierboase bogate în specii de Nardus, dezvoltate pe substraturi silicioase în zone montane (și în zone submontane, în Europa continentală), Pajiști fino-scandinave uscate până la mezice, bogate în specii de altitudine mică.
La baza desemnării sitului se află un număr nedeclarat de specii protejate.